# You Don't Know Me (canción de Jax Jones)
«You Don't Know Me» —literalmente en español: —Tú no me conoces— es una canción de DJ y productor de discos británico Jax Jones con las voces de Raye. La canción, el sample de la línea de bajo del hit del 2005 M.A.N.D.Y. vs. Booka Shade «Body Language», fue lanzado como una descarga digital en el Reino Unido el 9 de diciembre de 2016, a través de Polydor Records en el Reino Unido. La canción ha alcanzado su punto máximo en el número tres en el UK Singles Chart.

## Video musical
Un video lyric y audio para acompañar el lanzamiento de «You Don't Know Me» fue lanzado por primera vez en YouTube el 8 de diciembre de 2016, a través de la cuenta oficial de YouTube de Jax Jones. Una versión en vivo de la canción también se subió y el grime MC Stormzy hace una aparición cameo.

## Lista de canciones
Descarga digital

| N.º | Título                               | Duración |  |
| 1.  | «You Don't Know Me» (featuring Raye) | 3:33     |  |

Descarga digital – Dre Skull Remix

| N.º | Título                                         | Duración |  |
| 1.  | «You Don't Know Me» (featuring Raye and Spice) | 3:34     |  |

## Posicionamiento en listas
| Listas (2016–17)                       | Mejor posición |
| -------------------------------------- | -------------- |
| Australia (ARIA)                       | 12             |
| Austria (Ö3 Austria Top 40)            | 7              |
| Bélgica (Flandes) (Ultratop 50)        | 2              |
| Bélgica (Valonia) (Ultratop 50)        | 2              |
| Canadá (Canadian Hot 100)              | 70             |
| Colombia (National-Report)             | 82             |
| República Checa (Rádio Top 100)        | 12             |
| Dinamarca (Tracklisten)                | 6              |
| Finlandia (OFC)                        | 10             |
| Francia (SNEP)                         | 6              |
| Alemania (Media Control AG)            | 3              |
| Hungría (Dance Top 40)                 | 8              |
| Hungría (Rádiós Top 40)                | 20             |
| Italia (FIMI)                          | 9              |
| Países Bajos (Dutch Top 40)            | 6              |
| Países Bajos (Mega Single Top 100)     | 8              |
| Nueva Zelanda (Recorded Music NZ)      | 35             |
| Noruega (VG-lista)                     | 7              |
| Polonia (Polish Airplay Top 100)       | 12             |
| Romania (Media Forest)                 | 7              |
| Escocia (Scottish Singles Sales Chart) | 3              |
| Eslovaquia (Rádio Top 100)             | 17             |
| Eslovenia (SloTop50)                   | 48             |
| España (Top 100 Canciones)             | 14             |
| Suecia (Sverigetopplistan)             | 6              |
| Suiza (Schweizer Hitparade)            | 5              |
| Reino Unido (UK Singles Chart)         | 3              |
| Estados Unidos (Hot Dance Club Songs)  | 33             |

## Historial de lanzamientos
| País           | Fecha                  | Formato                            | Discográfica | Ref.   |
| -------------- | ---------------------- | ---------------------------------- | ------------ | ------ |
| Reino Unido    | 9 de diciembre de 2016 | Descarga digital                   | Polydor      | [ 6 ]  |
| Italia         | 27 de enero de 2017    | Contemporary hit radio             | Universal    | [ 36 ] |
| Estados Unidos | 21 de marzo de 2017    | Contemporary hit radio             | Polydor      | [ 37 ] |
| Reino Unido    | 14 de junio de 2017    | Descarga digital – Dre Skull Remix | Polydor      | [ 7 ]  |